# Киргизова, Татьяна Юрьевна
Татьяна Юрьевна Киргизова (род. 16 января 1990 года, Воронеж, РСФСР, СССР) — российский художник-монументалист, мозаичист, член Санкт-Петербургского Союза художников, член-корреспондент РАХ (2024).

## Биография
Родилась 16 января 1990 года в Воронеже.
В 2007 году — окончила Санкт-Петербургский академический художественный лицей имени Б. В. Иогансона.
В 2017 году — окончила Санкт-Петербургскую академию художеств имени Ильи Репина, мастерская монументальной живописи под руководством академика, народного художника РФ А. К. Быстрова. Дипломная работа — роспись «Русская смута. Борис Годунов» (250*1100, х.т.) отмечена похвалой Государственной аттестационной комиссии.
В 2017 году — окончила магистратуру Санкт-Петербургского государственного университета, отделение «дизайн архитектурной среды». Диплом с отличием. ВКР «Методология реализации культурно-эстетического потенциала среды метрополитена» отмечена похвалой Государственной аттестационной комиссии. Дипломный руководитель — заслуженный художник, профессор И. Г. Уралов.
С 2020 года — старший преподаватель факультет церковных искусств Санкт-Петербургской духовной академии, дисциплины: академический рисунок, анатомия.
В 2024 году — избрана членом-корреспондентом Российской академии художеств от Отделения живописи.

## Творческая деятельность
Работает в различных монументальных техниках (роспись, мозаика, витраж) в церковной и светской архитектуре. Занимается станковой живописью, печатной графикой.
Участник более 100 российских и международных групповых выставок, пленэров и конференций.
Член правления Союза художников мозаичистов, член Санкт-Петербургского отделения Союза художников России, секция живописи, руководитель мастерской церковного искусства
Работы находятся в музейных и частных коллекциях, а также в церковных коллекциях России.
Основные монументальные работы

В период с 2011 по 2018 годы — участвовала в создании мозаичных панно для станции метро Санкт-Петербургского метрополитена: Адмиралтейская, Международная, Бухарестская, Елизаровская и Проспект Славы.
В 2013 году — участвовала в росписи кафедрального собора Рождества Пресвятой Богородицы, (Курки, Молдова).
В 2017 году — создано мозаичного панно «Храм в Юкках» (270—150 см, бетон, смальта).
В 2018 году — участвовала в мозаичном оформлении памятного знака на территории сквера-музея имени Л. М. Мациевича (Санкт-Петербург).
С 2018 по 2022 годы — руководила бригадой художников-мозаичистов, работающих над созданием мозаичного оформления Храма Святого Саввы на Врачаре, Белград, Сербия (автор проекта — Академик РАХ Н. А. Мухин).
С 2021 по 2022 годы — участвовала в росписи храма Спиридона Тримифунтского (Ломоносов).
В 2022 году — работала над мозаичным оформлением храма Архистратига Божия Михаила и Святителя Николая Архиепископа мир Ликийских (Челябинск), а также изготовила мозаичный герб президента РАХ З. К. Церетели.
В 2022—2023 годах — работала над мозаичным оформлением храма Иоанна Златоуста (Ялта, Крым).
В 2023 году — работала над мозаичным оформлением храма Великомученика и Целителя Пантелеймона (Челябинск), храма в честь святого Гавриила Самтаврийского (Ургебадзе) (Тульская область), храма в честь святого Николая Чудотворца в Николополье (Владимирская область), участвовала в мозаичном оформлении Свято-Владимирского собора в Херсонесе, работала над созданием мозаичной иконы «Сошествие Святого Духа на апостолов» для иконостаса Вознесенского собора (Электросталь, Московская область).
С 2023 по 2024 годы — участвовала в мозаичном оформлении храмового комплекса в д. Санино (Владимирская область), и работала над мозаичным оформлением Крестильного храма Иоанна Златоуста, Ялта, Крым.
В 2024 году — работала над мозаичным оформлением фасада храма Александра Невского (Алапаевск), над росписью Собора Преображения Господня (кафедральный собор Загребско-Люблянской митрополии Сербской православной церкви) (автор проекта — Академик РАХ Н. А. Мухин), над мозаичным оформлением фасада храма Смоленской иконы Божьей Матери в Веретьево.
Также в 2024 году проводила реставрацию советского мозаичного панно для частного интерьера.
2012 — «Сны о Черногории» (ЦДХ, Москва)

2013 — выставка печатной графики (Лаппеэнранта, Финляндия)

2013 — выставка живописи (Иматра, Финляндия)

2014 — «Русская история в картинах учащихся» (Государственный исторический музей, Москва)

2014 — «Впечатления» (Шэньчжэнь, Китай)

2015 — «Диалог»- Центр Культуры «Карелия» (Иматра, Финляндия)

2016 — «Школа реалистического рисунка» — Художественный музей Пиншань (Шэньчжэнь, Китай)

2017 — «Академический рисунок» (Пекин, Китай)

2017 — Balticdrawing — биеннале графики (Иматра, Финляндия)

2017 — «Рамонь. Ольденбургские» выставка в рамках 6 Санкт-Петербургского Международного Культурного Форума (Дом ученых, Санкт-Петербург)

2017 — «85 лет Санкт-Петербургскому Союзу художников» (ЦВЗ «Манеж», Санкт-Петербург)

2019 — выставка «Рамонь. Ольденбургские» (Совет Федерации, Москва)

2021 — выставка «Мастерская монументальной живописи Александра Быстрова. Учебный рисунок» (МВК РАХ, Москва)

## Награды
- Лауреат фонда «Культурное достояние» (2011, 2012)
- Стипендиат Союза Художников России (2014)
- Благодарность Управления Архитектуры и Градостроительства Белгородской области (2015)
- Благодарность Наместника Старицкого Свято-Успенского монастыря «Во внимание к усердным трудам во Славу Русской Православной Церкви» (2015)
- Благодарность Союза Художников России (2016)
- Стипендиат Министерства культуры Российской Федерации (2016)
- Лауреат Международного молодёжного творческого конкурса, посвященного Дню Святой Татианы (2018)
- Лауреат Международного Кирилло-Мефодиевского творческого конкурса (2018, 2019)
- Лауреат конкурса на художественное оформление МОП «Арт комплекс», Проект Балтия — выбор редакции (Санкт-Петербург) (2018)
- Лауреат всероссийского конкурса «Музы Петербурга» (2021)
- Лауреат Международной премии имени Николая Рериха (2021)
- Лауреат международной выставки-конкурса «Творческая весна» (номинация: монументальные проекты) (2022)
- Благодарность Настоятеля храма Святого Иоанна Златоуста (Ялта, Крым) (2023)